# Frotteurisme

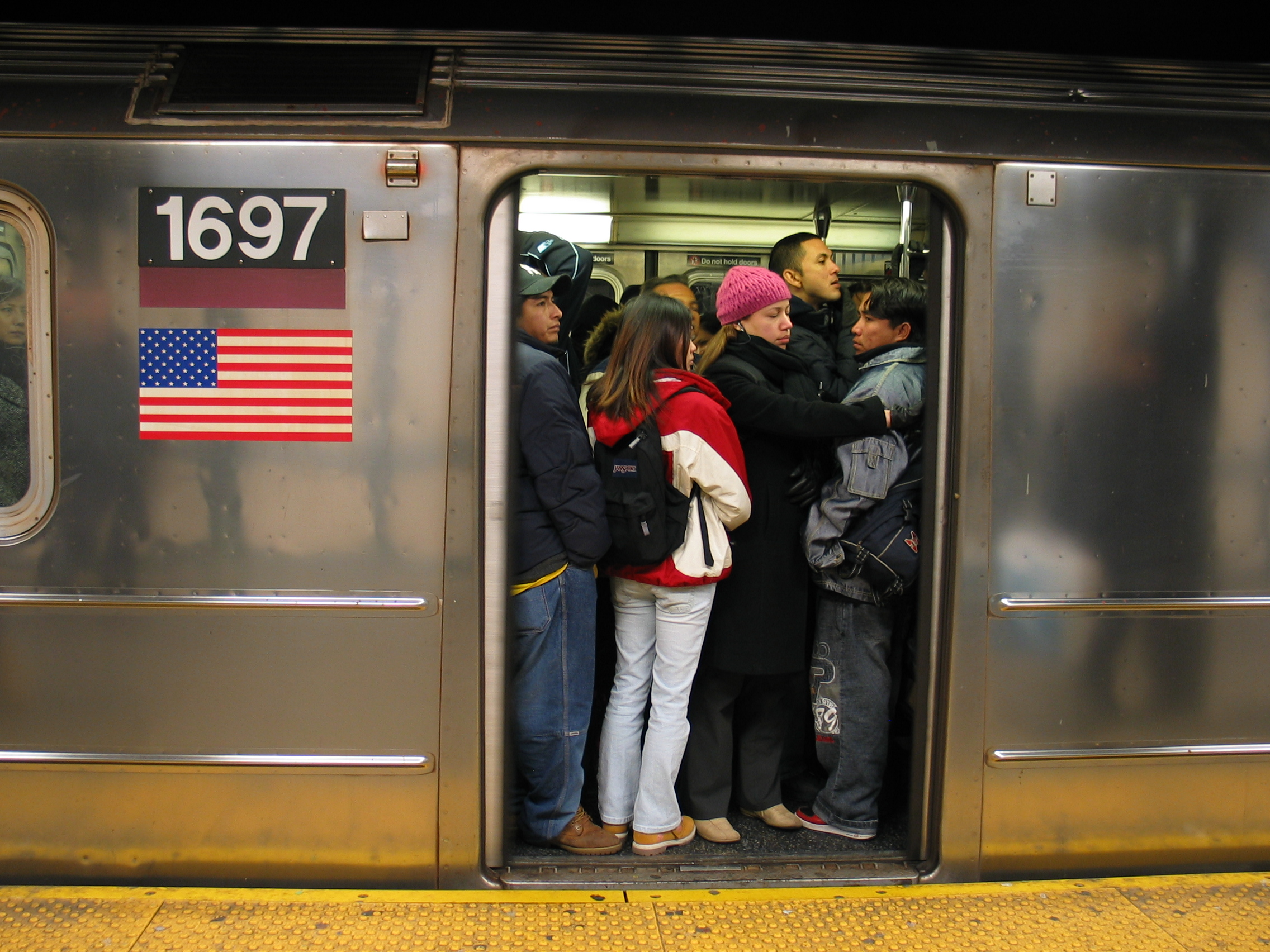
Les frotteurs commettent généralement leurs actes dans des lieux à forte affluence, comme les métro.

Le frotteurisme est une paraphilie dans laquelle un individu recherche le contact physique avec des personnes principalement non consentantes, dans des endroits publics, et dans le but d'en retirer une jouissance d'ordre plus ou moins sexuel.

## Comportement
Le terme « frotteurisme » est dérivé du verbe français « frotter » et le terme « frotteur » est utilisé pour décrire un individu pratiquant le frotteurisme. La majorité des frotteurs sont des hommes et la majorité des victimes sont des femmes bien que les frotteurs féminins sur masculins, féminins sur féminins et masculins sur masculins existent. Le frotteurisme adulte sur des enfants peut être un stade primaire de pédophilie. Cette activité est souvent pratiquée lors de circonstances durant lesquelles la victime ne peut facilement y répondre, par exemple dans des endroits où l'affluence est forte (métro, concerts…).

## Législations
En France, le frotteurisme est considéré comme étant une agression sexuelle et est donc passible de cinq ans d'emprisonnement et 75 000 euros d'amende.

## Dans la littérature
Kumi Sasaki, jeune japonaise installée à Paris, raconte dans Tchikan ses années d’écolière à Tokyo harcelée par les «frotteurs» du métro. « Kumi Sasaki bascule dans le monde des chikan, ces prédateurs sexuels avides d’attouchements et de caresses qui peuvent aller jusqu’au viol. Le phénomène au Japon, que l’on pourrait assimiler aux «frotteurs» des réseaux franciliens, responsables de 267 000 agressions en 2014 et 2015, est loin d’être anecdotique ».